# Hyakki-yakō
Hyakki-yakō lub hyakki-yagyō (jap. 百鬼夜行 dosł. „nocna parada demonów”) – nocna parada przebierańców  odzwierciedlająca tradycyjne, japońskie wierzenia ludowe w diabły, straszydła i demony (yōkai), które w czasie letnich nocy wychodzą na ulice.

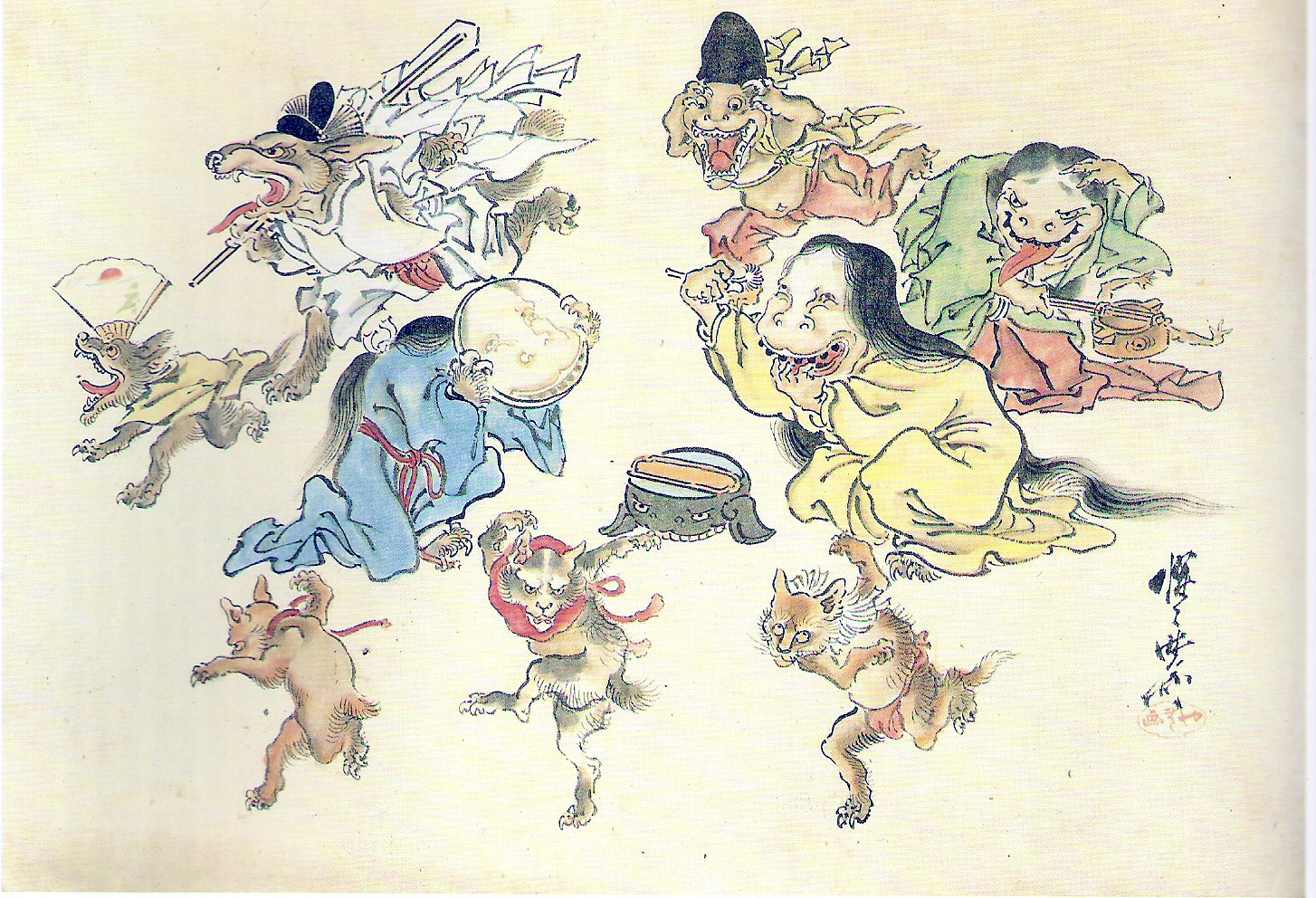
Hyakki-yakō, autor Kyōsai Kawanabe, ze zbiorów Muzeum Brytyjskiego

Tematyka hyakki-yakō była popularnym motywem w japońskiej sztuce. Jednym z pierwszych przykładów jest słynne XVI-wieczne emaki-mono pt.: Hyakki-yakō-zu („Obraz parady demonów”), autorstwa Mitsunobu Tosy, ze świątyni Daitoku-ji w Kioto. 
Inne, ważniejsze prace tego rodzaju są autorstwa: Sekiena Toriyamy (pt.: Gazu-hyakki-yakō; „Ilustrowana parada demonów”) oraz Yoshi'iku Utagawy. 
W oparciu o pradawne wierzenia w gusła, straszydła, zjawy i potwory powstała w Japonii gra towarzyska o nazwie hyaku-monogatari, polegająca na prezentowaniu przez jej uczestników opowieści o tej tematyce.

## Hyakki-yakō w kulturze
- W filmie Szopy w natarciu operacja Poltergeist miała wywołać hyakki-yakō.
- W grach SNK Playmore: The Last Blade, SNK Gals Fighters i SNK vs Capcom: Match of the Millennium postać Akari Ichijō wykorzystuje ruch o nazwie "Parada stu demonów".
- W mandze Nurarihyon no mago główny bohater uczestniczy w hyakki-yakō.
- W 293 rozdziale mangi Mahō Sensei Negima! Tsukuyomi wzywa bardzo dużą liczbę demonów za pomocą czaru o nazwie Okuki-yakō (jap. 億鬼夜行 dosł. „Nocna parada stu milionów demonów”).
- Motyw ten pojawia się również w rozdziale mangi CLAMPa – ×××HOLiC.
- Artystka Audrey Kawasaki namalowała obraz „Hyakki-yakō”[1].
- Hyakki-yakō, o którym mowa jest w tekście podkreślany jest przez visual kei zespołu Kagrra.